# 美第奇别墅

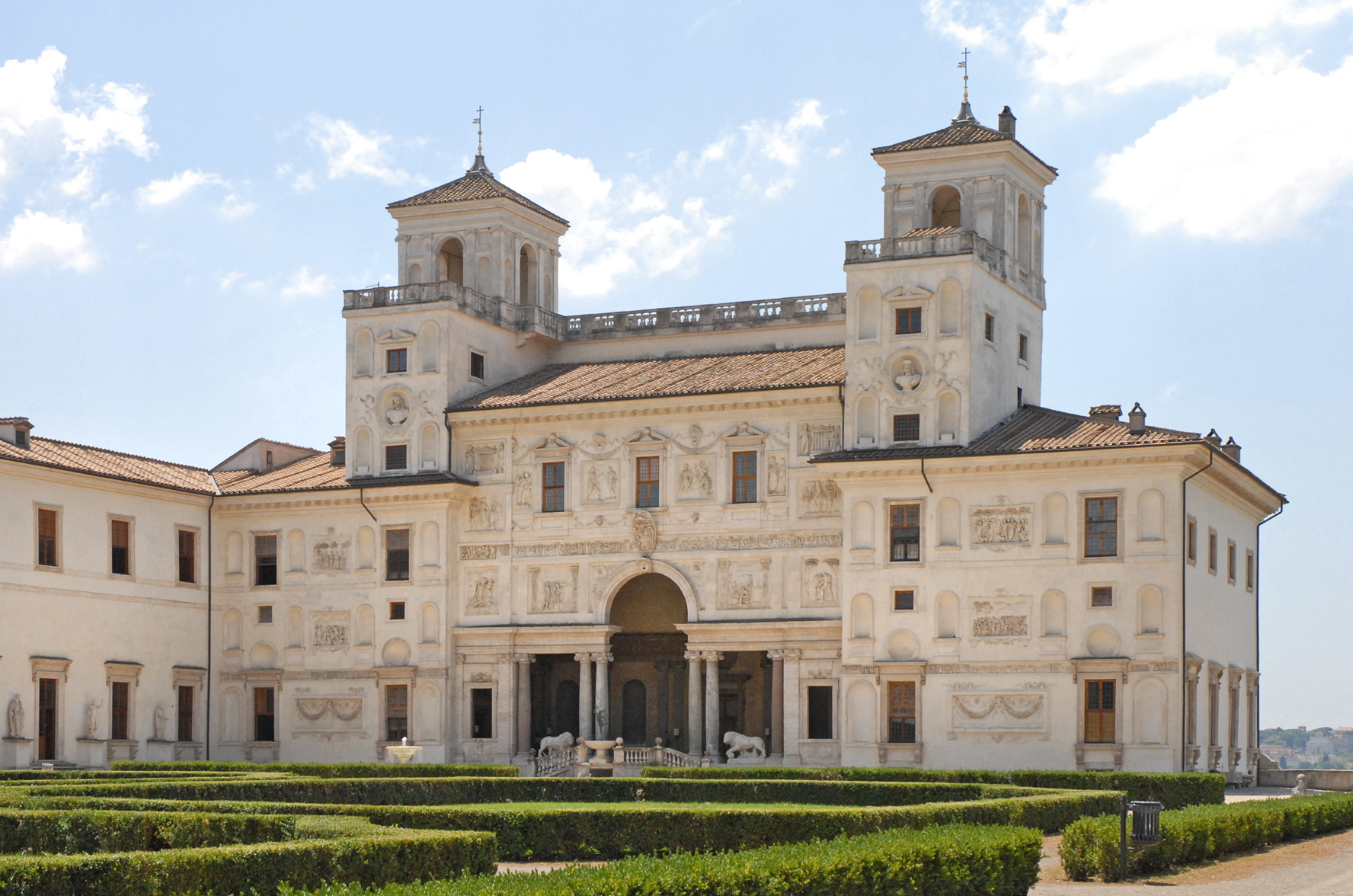
内側

美第奇别墅（義大利語：Villa Medici）是意大利罗马的一组建筑群，位于蘋丘之上，其花园毗邻东北侧较大的博尔盖塞别墅，西南毗邻山上天主圣三教堂。美第奇别墅由斐迪南一世·德·美第奇建立，自1803年起罗马法国学院入驻别墅。意大利作曲家奥托里诺·雷斯庇基的《罗马的喷泉》（Fontane di Roma）描绘了美第奇别墅的花园喷泉。

## 罗马法国学院
1803年，拿破仑一世将罗马法国学院迁入美第奇别墅，以保护这一曾经面临法国革命威胁的的机构。起初，美第奇别墅及其花园的状态相当糟糕，他们不得不加以修复，以容纳罗马大奖的获奖者。通过这种方式，他希望年轻的法国艺术家有机会看到并复制古代和文艺复兴时期的杰作。
第一次世界大战期间，这项比赛一度中断。1941年，墨索里尼没收别墅，迫使罗马法国学院撤走，直到1945年。1968年，安德烈·马尔罗将竞赛和罗马大奖的主持权由巴黎的法兰西艺术院和法兰西学会转给法国文化部。
从那时起，寄宿者不再只属于传统学科（绘画，雕塑，建筑，金属雕刻，石雕，作曲等）而且包括以前被忽视的新的艺术领域（艺术史，考古，文学，舞台美术，摄影，电影，视频，艺术修复，写作，甚至烹饪）。艺术家不再通过竞争，而是通过申请，他们的住宿一般持续6至18个月。 